# Białe Błota (powiat aleksandrowski)
Białe Błota – wieś w Polsce położona w województwie kujawsko-pomorskim, w powiecie aleksandrowskim, w gminie Aleksandrów Kujawski.

## Podział administracyjny
| SIMC    | Nazwa      | Rodzaj |
| ------- | ---------- | ------ |
| 0857249 | Otłoczynek | osada  |

W latach 1975–1998 miejscowość należała administracyjnie do województwa włocławskiego. Wieś sołecka – zobacz jednostki pomocnicze gminy Aleksandrów Kujawski w BIP.

## Historia
Wieś znana w XIX wieku w ówczesnym powiecie nieszawskim, gminie Służewo, parafii Orło. W roku 1827 spisano ludności 48 osób w 7 domach, wówczas wieś w parafii Służewo.